# Gustaf Tenggren
Gustaf Tenggren (Magra, 3 november 1896 – Southport, 6 april 1970) was een Zweeds illustrator en animator. Na enkele decennia aan verschillende boeken en andere publicaties te hebben gewerkt, ontwierp hij in de tweede helft van de jaren dertig verschillende bekende personages voor Walt Disney. Hierna bracht hij een aantal boeken uit onder zijn eigen naam.

## Biografie
Op de leeftijd van twintig jaar werd Tenggren de opvolger van John Bauer als illustrator voor het jaarboek Bland Tomtar och Troll (Onder Elven en Trollen). Hier tekende hij tussen 1917 en 1926 sprookjes, vanaf 1920 in de Verenigde Staten. In deze decennia is een duidelijke invloed te herkennen van Scandinavische mythes, technieken en motieven, ook toen hij zich aan het begin van zijn Amerikaanse periode bevond.
In de jaren twintig en de eerste helft van de jaren dertig illustreerde hij een aantal boeken, waaronder een versie van Een hond van Vlaanderen en The Good Earth van Pearl S. Buck. Verder verschenen zijn illustraties bij een column, in een aantal advertenties en bij enkele verhalen.

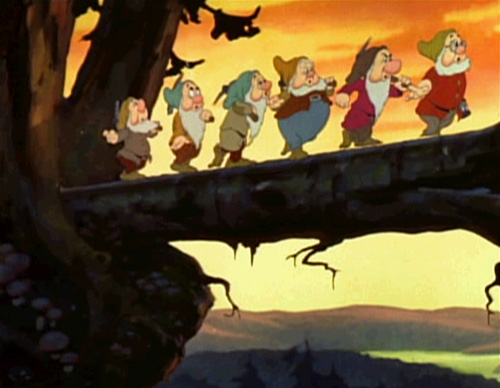
Sneeuwwitje en de zeven dwergen, naar het ontwerp van Tenggren

In 1936 kende zijn tekenstijl een drastische wending toen hij ontwerpen ging leveren voor Walt Disney. In zijn sierlijke beeltenissen van Sneeuwwitje en de zeven dwergen, Silly Symphonies en Pinokkio is zijn Scandinavische leerschool goed te herkennen.
Vier jaar later keerde hij terug naar het ontwerpen en tekenen van illustraties voor boeken, met onder meer de bestseller The Poky Little Puppy en verschillende boeken die hij onder zijn eigen naam uitbracht, zoals The Tenggren Story Book, Tenggren's Cowboys and Indians en Tenggren's Mother Goose. In 1961 bracht hij zijn laatste boek uit, over koning Arthur.
Tenggren overleed in 1970 op 73-jarige leeftijd.